# Phyllogomphus
Phyllogomphus is een geslacht van libellen (Odonata) uit de familie van de rombouten (Gomphidae).

## Soorten
Phyllogomphus omvat 9 soorten:
- Phyllogomphus aethiops Selys, 1854
- Phyllogomphus annulus Klots, 1944
- Phyllogomphus bartolozzii Marconi, Terzani & Carletti, 2001
- Phyllogomphus coloratus Kimmins, 1931
- Phyllogomphus moundi Fraser, 1960
- Phyllogomphus occidentalis Fraser, 1957
- Phyllogomphus pseudoccidentalis Lindley, 1972
- Phyllogomphus schoutedeni Fraser, 1957
- Phyllogomphus selysi Schouteden, 1933